# Conus tisii
Conus tisii is een in zee levende slakkensoort uit het geslacht Conus. De slak behoort tot de familie Conidae. Conus tisii werd in 1978 beschreven door Lan. Net zoals alle soorten binnen het geslacht Conus zijn deze slakken roofzuchtig en giftig. Zij bezitten een harpoenachtige structuur waarmee ze hun prooi kunnen steken en verlammen.